# Ciudad Libre de Christiania
La Ciudad Libre de Christiania (Danés: Fristaden Christiania) es un barrio parcialmente autogobernado de unos 1000 residentes. Cubre un área de 34 hectáreas en el barrio de Christianshavn (puerto de Christian), en la capital de Dinamarca, Copenhague. Christiania se estableció con un estatus semilegal de comunidad de vecinos que se autoproclama independiente del Estado danés.

## Características
Christiania está organizada en torno a Pusher Street ('La calle del Vendedor de Estupefacientes'), calle a tramos de asfalto, a tramos de adoquines y a tramos de tierra, en la que se encuentran algunos bares, tiendas, souvenires y centros culturales. Al salir de Pusher Street se encuentra un camino alrededor de un canal, el cual discurre entre las casas de los «christianitas», muchas de ellas personalizadas. Hay guarderías, puentes, y esculturas en el agua.
Christiania es famosa porque en ella se permite el consumo y venta de drogas blandas. Por ello recibe el apelativo de «distrito verde» (green district). No obstante, desde 2004 el gobierno ha radicalizado su postura  y se producen más redadas en la zona. Esto no impide que diariamente turistas y gente local transiten la zona para comprar marihuana o hachís, y que en los bares, terrazas y bancos se congregue la gente a fumar.
El barrio de Christiania se  ha convertido en interés turístico por el precio de las bebidas y alimentos (casi un 50% más baratos que en otras partes de la ciudad debido a que no hay impuestos), de sus tiendas de ropa, artesanía y recuerdos. En el pasado se podían contratar visitas guiadas por el barrio de Christiania, pero desde hace unos pocos años la comunidad decidió prohibirlas ya que se quejaban de que fueran expuestos o mostrados como si fueran animales en un zoológico, aunque igualmente se puede entrar al área por cuenta propia.
Al salir por la entrada principal de la ciudad de Christiania se puede leer «You're now entering the EU» ('Está usted entrando en la Unión Europea'), ya que los habitantes de Christiania no se consideran pertenecientes a la misma.

## Historia

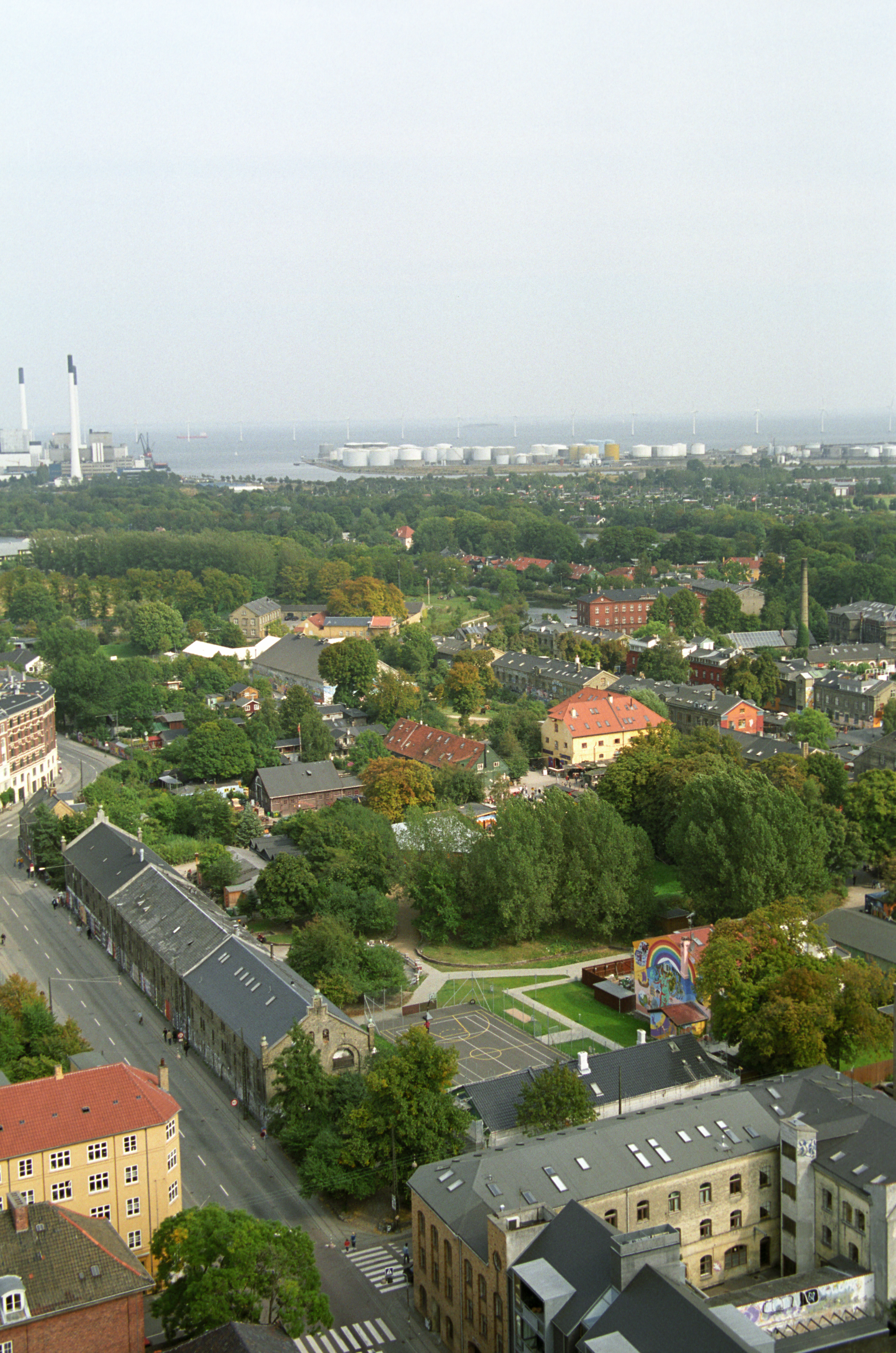
Christiania en el centro de la foto.

En septiembre de 1971 la historia de Christiania comienza con el derribo de una valla en un terreno militar abandonado por el ejército danés en 1971, por parte de unos padres que querían terrenos donde sus hijos pudiesen jugar. Luego de ese evento se plantea un debate en la comunidad gracias a un artículo en un periódico subcultural que plantea los diferentes usos que se podían dar al cuartel abandonado. El movimiento cultural y político provo incita a que el sitio debe ser el espacio para realizar las aspiraciones de vida comunal de su movimiento, logrando que un grupo de personas ocupen ilegalmente los terrenos y funden Christiania. El gobierno lo toleró, aunque ha intentado expulsarles de allí en numerosas ocasiones. En 1989 se promulgó la Ley de Christiania que transfiere parte de la supervisión del área de la municipalidad de Copenhague al estado danés, y que aceptó conservar el asentamiento supeditado a una futura legalización y normalización.
Desde 2004 se dieron una serie de conflictos con el gobierno danés respecto a la propiedad de los terrenos y al mercado de drogas. En 2012 los habitantes de Christiania han reconsiderado su posición de ocupantes ilegales y han comprado gran parte de los terrenos del barrio con el propósito de mantenerlo comunal. La propiedad de estos terrenos no pertenece a personas individuales, sino al colectivo de Christiania, y no pueden venderse de manera individual. En caso de venta de casas o terrenos, las cláusulas estipulan obligaciones específicas entre el colectivo y el gobierno danés. Las personas que habitan las zonas que se han comprado pagan un alquiler comunitario que se estipula en función de las dimensiones de la casa. También pagan las facturas del agua y de la electricidad.
En abril de 2024, tras varios asesinatos, los residentes de Christiania aprobaron desmantelar la calle Pusher con el objetivo de expulsar de allí a los traficantes de drogas que durante décadas han ocupado la principal calle del barrio, que fomentaba el menudeo y los continuos enfrentamientos. La calle, un mercado conocido principalmente por la venta de cannabis y otras drogas, fue escenario de numerosos tiroteos mortales y conflictos entre bandas de narcotraficantes en los últimos años. A pesar de los esfuerzos policiales por intervenir y cerrar la calle desde la década de 1980, no se logró erradicar el problema. La iniciativa de los residentes buscaba poner fin a la violencia asociada con el lugar y recuperar el espíritu con el que se fundó Christiania.